# 绍洛伊·翁德拉什
绍洛伊·翁德拉什（匈牙利語：Sallay András，1953年12月15日—），匈牙利男子花样滑冰运动员。他曾代表匈牙利参加1976年和1980年冬季奥林匹克运动会花样滑冰比赛，获得一枚银牌。